# 拜伦·休斯顿
拜伦·德怀特·休斯顿（英語：Byron Dwight Houston，1969年11月22日—），美国NBA联盟职业篮球运动员。他在1992年的NBA选秀中第1轮第27顺位被芝加哥公牛选中。